# Samsung B2710 Solid
Samsung B2710 Solid (właściwie Samsung GT-B2710 Solid) – telefon komórkowy wyprodukowany przez firmę Samsung i wypuszczony na rynek w październiku 2010.

## Wytrzymałość
Samsung B2710 spełnia normę Armii USA (klasę szczelności) IP67, według której powinien pracować do 30 minut w zanurzeniu do 1 m oraz być w pełni pyłoszczelny.

## Specyfikacja techniczna
Samsung GT-B2710 Solid pracuje w systemach GSM 850, 900, 1800 i 1900 MHz. Oferuje trasmisję danych przez GPRS klasa 12 B, EDGE klasa 12 B i Bluetooth 2.1. Wyposażony jest w 2-calowy kolorowy wyświetlacz TFT o rozdzielczości 240x320 pikseli.
Telefon wyposażony jest w aparat cyfrowy o matrycy 1,9 MPix (1600x1200 pikseli) z funkcją nagrywania filmów w rozmiarze 160x120 pikseli. Wyposażony jest także w odbiornik GPS oraz radio z obsługą RDS.
Ze względu na docelową grupę użytkowników wykorzystujących telefon w sytuacjach ekstremalnych, aparat jest wyposażony także w funkcję latarki, kompasu i krokomierza.